# Kanton Rieux-Volvestre
Rieux-Volvestre is een voormalig kanton van het departement Haute-Garonne in Frankrijk. Het kanton maakte deel uit van het arrondissement Muret. Het werd opgeheven bij decreet van 13 februari 2014 met uitwerking op 22 maart 2015. Alle gemeenten werden toegevoegd aan het kanton Auterive.

## Gemeenten
Het kanton Rieux-Volvestre omvatte de volgende gemeenten:
- Bax
- Gensac-sur-Garonne
- Goutevernisse
- Lacaugne
- Latrape
- Lavelanet-de-Comminges
- Mailholas
- Rieux-Volvestre (hoofdplaats)
- Saint-Julien-sur-Garonne
- Salles-sur-Garonne